# Evalces sinuatipes
Evalces sinuatipes is een keversoort uit de familie bloemspartelkevers (Scraptiidae). De wetenschappelijke naam van de soort is voor het eerst geldig gepubliceerd in 1889 door Champion.